# Icewind Dale
Icewind Dale är ett datorrollspel som utvecklades av Black Isle Studios och utgavs av Interplay Entertainment till Windows år 2000 och av MacPlay till OS X år 2002. Det är baserat på den andra utgåvan av Dungeons & Dragons och utspelar sig i kampanjvärlden Forgotten Realms. Spelaren börjar med att skapa en grupp äventyrare som tar anställning som vakter åt en karavan efter att mystiska saker har börjat hända i området. Under spelets gång upptäcker spelaren att de tio byarna i Icewind Dale hotas av en pågående fejd mellan demoner.
Icewind Dale fick ett gott mottagande och dess musik och spelmekanik hyllades. Två expansioner, Icewind Dale: Heart of Winter och Icewind Dale: Heart of Winter - Trials of the Luremaster, släpptes år 2000 och en uppföljare, Icewind Dale II, släpptes år 2002.
En remake av spelet med titeln Icewind Dale: Enhanced Edition släpptes av Overhaul Games för flera olika plattformar år 2014.